# Gmina Lubrza (Powiat Prudnicki)
Die Gmina Lubrza ist eine Landgemeinde im Powiat Prudnicki der Woiwodschaft Opole in Polen. Ihr Verwaltungssitz ist  Lubrza (deutsch Leuber) mit etwa 1000 Einwohnern.

## Geographie
Die Landgemeinde liegt in Oberschlesien und grenzt an die Kreisstadt Prudnik (Neustadt O.S.) und an die Landesgrenze zu Tschechien. Das Schlesische Tiefland geht dort in das Oppagebirge über.
Der Haltepunkt Dytmarów liegt an der Bahnstrecke Katowice–Legnica.

## Politik

### Gemeindevorsteher
An der Spitze der Gemeindeverwaltung steht der Gemeindevorsteher. Dies war bisher Mariusz Kozaczek (PSL), der 2024 mit seinem eigenen Wahlkomitee antrat. Die turnusmäßige Wahl im April 2024 brachte folgendes Ergebnis:
- Damian Drabik (Wahlkomitee „Damian Drabik – Ihre gute Wahl“) 56,0 % der Stimmen
- Mariusz Kozaczek (Wahlkomitee Mariusz Kozaczek) 31,6 % der Stimmen
- Arleta Maciuch (Prawo i Sprawiedliwość) 12,4 % der Stimmen

Damit wurde Drabik bereits im ersten Wahlgang gegen Amtsinhaber Kozaczek, der nur den zweiten Platz belegte, zum neuen Gemeindevorsteher gewählt.
Die turnusmäßige Wahl im Oktober 2018 brachte folgendes Ergebnis:
- Mariusz Kozaczek (Polskie Stronnictwo Ludowe) 48,0 % der Stimmen
- Krzysztof Barwieniec (Prawo i Sprawiedliwość) 40,2 % der Stimmen
- Grzegorz Jędrzej (Solidarisches Wahlkomitee Grzegorz Jędrzej) 11,8 % der Stimmen

In der damit notwendigen Stichwahl setzte sich Amtsinhaber Kazaczek mit 52,9 % der Stimmen gegen den PiS-Kandidaten Barwieniec durch und wurde für eine weitere Amtszeit gewählt.

### Gemeinderat
Der Gemeinderat besteht aus 15 Mitgliedern und wird von der Bevölkerung direkt in Einpersonenwahlkreisen gewählt. Die Gemeinderatswahl 2024 führte zu folgendem Ergebnis:
- Wahlkomitee „Damian Drabik – Ihre gute Wahl“ 46,0 % der Stimmen, 11 Sitze
- Wahlkomitee Mariusz Kozaczek 28,5 % der Stimmen, 2 Sitze
- Prawo i Sprawiedliwość (PiS) 11,7 % der Stimmen, kein Sitz
- Wahlkomitee „Eine bessere Gemeinde“ 10,7 % der Stimmen, 2 Sitze
- Übrige 3,7 % der Stimmen, kein Sitz

Die Gemeinderatswahl 2018 führte zu folgendem Ergebnis:
- Polskie Stronnictwo Ludowe (PSL) 46,6 % der Stimmen, 7 Sitze
- Prawo i Sprawiedliwość (PiS) 42,0 % der Stimmen, 8 Sitze
- Solidarisches Wahlkomitee Grzegorz Jędrzej 11,3 % der Stimmen, kein Sitz

### Partnerschaften
Die Gemeinde Lubrza unterhält eine Partnerschaft mit Liptaň in Tschechien.

## Gliederung
Die Landgemeinde Lubrza gliedert sich in folgende Dörfer mit Schulzenämtern (sołectwa):
- Dytmarów (Dittersdorf)
- Jasiona (Jassen)
- Krzyżkowice (Kröschendorf)
- Laskowice (Laßwitz)
- Lubrza (Leuber)
- Nowy Browiniec (Deutsch Probnitz)
- Olszynka (Ellsnig)
- Prężynka (Klein Pramsen) mit dem Weiler: Dobroszewice (Kloisenhof)
- Słoków (Schlogwitz)
- Skrzypiec (Kreiwitz)
- Trzebina (Kunzendorf)